# V Antliae
V Antliae är en pulserande variabel av Mira Ceti-typ (M) i stjärnbilden Luftpumpen. 
V Antliae varierar mellan visuell magnitud +8,2 och 14,0 med en period av 303 dygn.